# Buhwil
Buhwil ist eine Ortschaft etwa 2 km südwestlich von Sulgen. Buhwil war bis 1995 eine Ortsgemeinde und gehört seither zur Gemeinde Kradolf-Schönenberg, Bezirk Weinfelden im Schweizer Kanton Thurgau. Am 1. Januar 1996 fusionierte Buhwil mit drei anderen bisherigen Ortsgemeinden zur neuen politischen Gemeinde Kradolf-Schönenberg.

## Geschichte

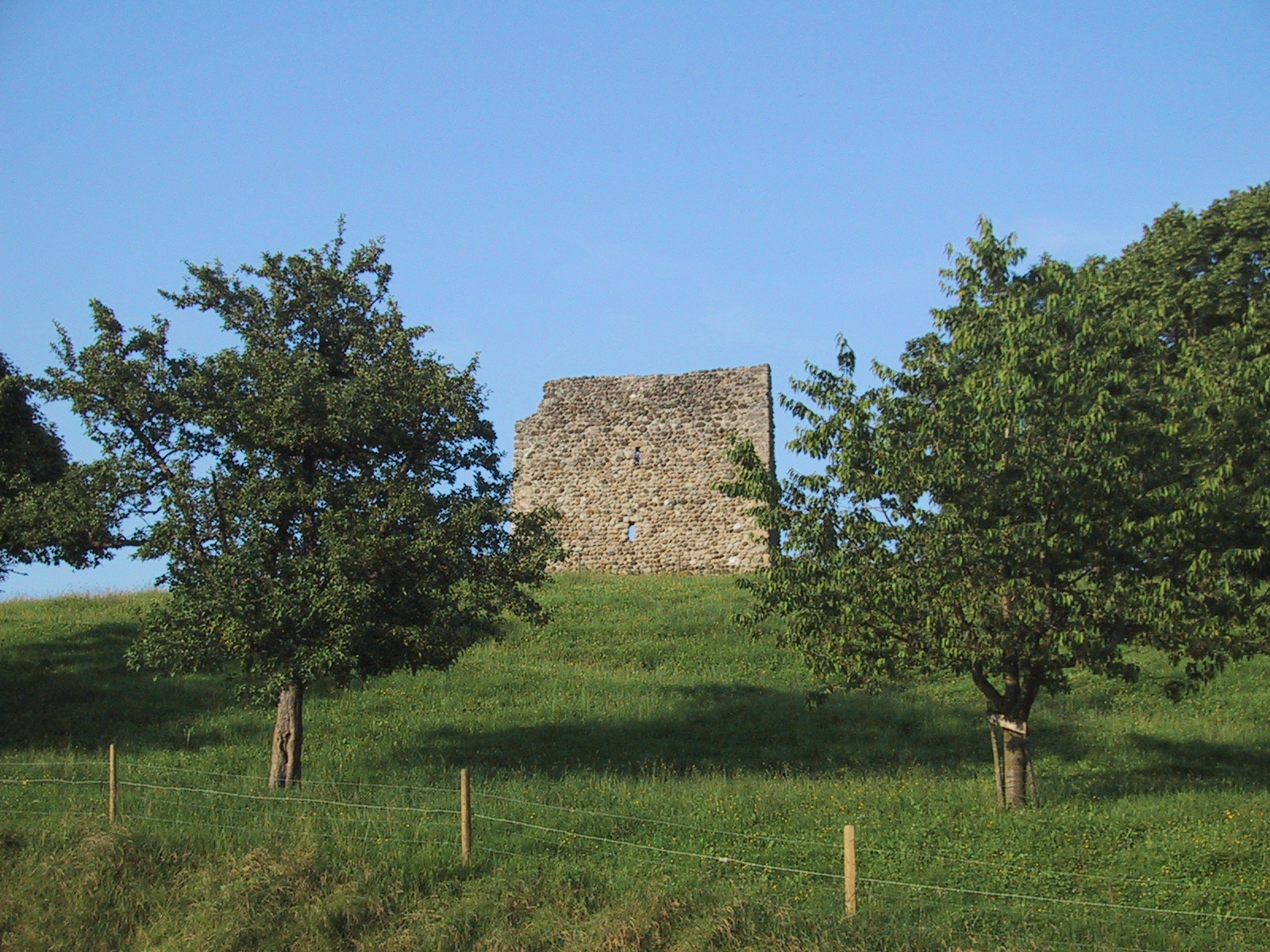
Die Burg Anwil war im Besitz der Herren von Helmsdorf.

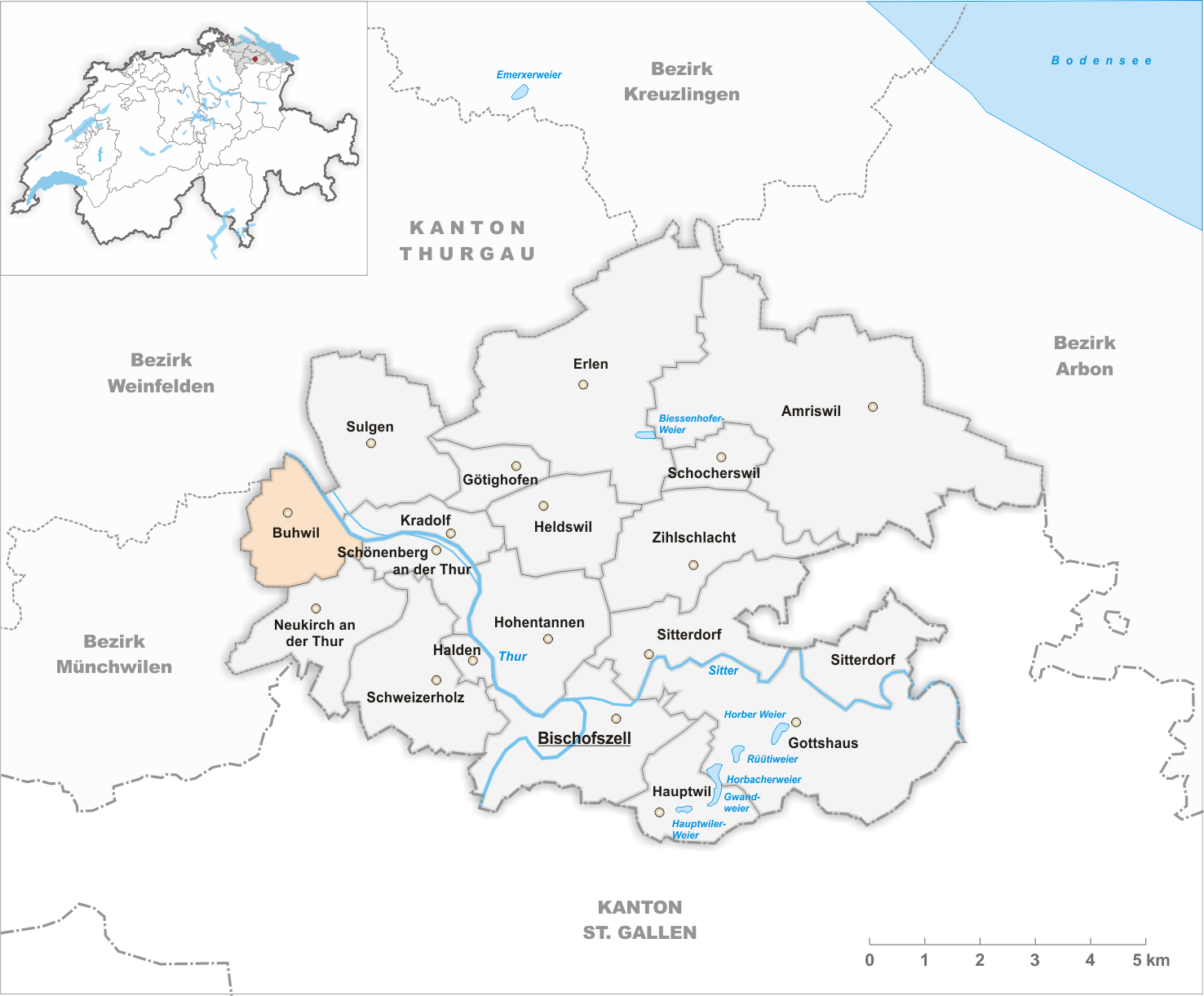
Gemeindestand vor der Fusion im Jahr 1996

Erstmals erwähnt findet es sich 838 als Puabinwilare. Vom Spätmittelalter an besassen die Freiherren von Bürglen in Buhwil Güter und Rechte. 1463 bis ca. 1600 war die in Buhwil gelegene Burg Anwil Besitz der Herren von Helmsdorf. Spätestens ab dem 17. Jahrhundert gehörte der Ort zur äbtisch-sankt-gallischen Herrschaft Bürglen. 1816 bis 1995 bildeten Anstettenbuhwil (auch Niederbuhwil genannt), Scherersbuhwil (auch Oberbuhwil genannt) und Hard-Buhwil sowie die Weiler Bötschimühle, Hinterbach und Hintermühle die anfänglich Scherersbuhwil genannte Ortsgemeinde Buhwil, die zur damaligen Munizipalgemeinde Neukirch an der Thur gehörte, während Metzgers- und Ritzisbuhwil zur ehemaligen Ortsgemeinde Schönholzerswilen zählten.
Im Mittelalter lag Buhwil in der Pfarrei Bussnang. Nach der Reformation 1529 wandten sich die überwiegend reformierten Einwohner Neukirch zu, während die Katholiken bei der Bussnanger Filiale Schönholzerswilen blieben.
Verdienst boten Obst- und Ackerbau, ab 1870 Viehwirtschaft, Müllerei, Stickerei sowie je eine Sägerei (bis 1972), mechanische Werkstätte und Baustofffirma. 1990 waren 39 % der in Buhwil Erwerbstätigen im ersten und 48 % im zweiten Wirtschaftssektor beschäftigt. Heute ist die Metallbaufirma Kernen AG mit 30 Mitarbeiterinnen und Mitarbeitern der grösste Arbeitgeber im Dorf. 
Nachdem sich die Bevölkerungszahl im ehemaligen Bauerndorf zwischen 1950 und 1970 um rund ein Drittel reduziert hatte, sind seither im ganzen Dorf verteilt Einfamilienhäuser entstanden.

## Wappen
Das Wappen der Herren von Helmsdorf, die von 1463 bis 1608 Besitzer der Burg Anwil waren, diente als Vorlage für das Buhwiler Ortswappen.

## Bevölkerung
| Bevölkerungsentwicklung von Buhwil | Bevölkerungsentwicklung von Buhwil | Bevölkerungsentwicklung von Buhwil | Bevölkerungsentwicklung von Buhwil | Bevölkerungsentwicklung von Buhwil | Bevölkerungsentwicklung von Buhwil | Bevölkerungsentwicklung von Buhwil | Bevölkerungsentwicklung von Buhwil |       |
| ---------------------------------- | ---------------------------------- | ---------------------------------- | ---------------------------------- | ---------------------------------- | ---------------------------------- | ---------------------------------- | ---------------------------------- | ----- |
| Jahr                               | 1850                               | 1900                               | 1950                               | 1980                               | 1990                               | 2000                               | 2018                               | 2023  |
| Ortsgemeinde                       | 320                                | 283                                | 282                                | 190                                | 287                                |                                    |                                    |       |
| Ortschaft                          |                                    |                                    |                                    |                                    |                                    | 323                                | 327                                | 318   |
| Quelle                             |                                    |                                    |                                    |                                    |                                    | [ 6 ]                              | [ 2 ]                              | [ 7 ] |

Von den insgesamt 318 Einwohnern der Ortschaft Buhwil am 31. Dezember 2023 waren 15 bzw. 4,7 % ausländische Staatsbürger. 128 (40,3 %) waren evangelisch-reformiert und 57 (17,9 %) römisch-katholisch.

## Sehenswürdigkeiten

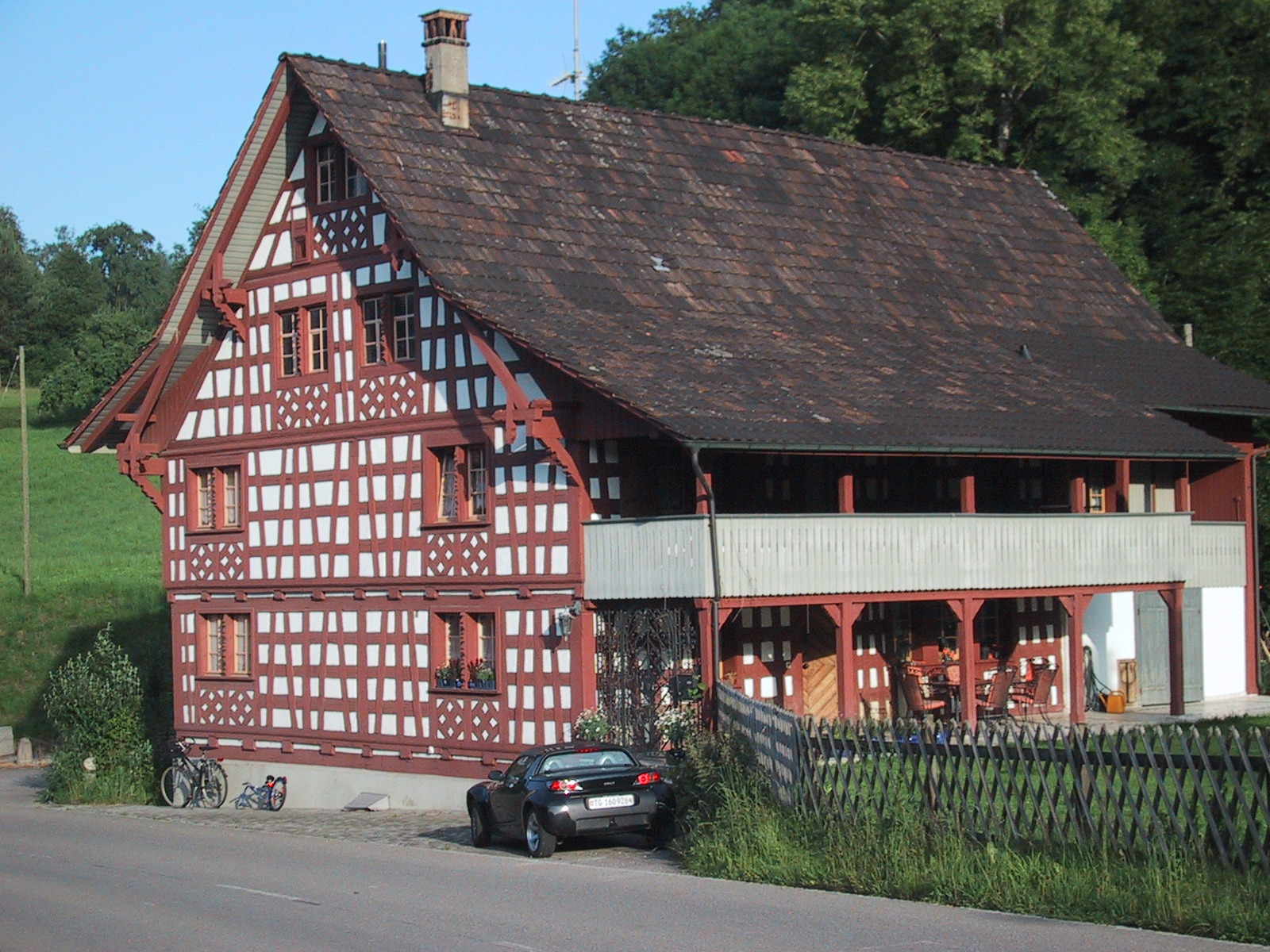
Denkmalgeschützte Hintermühle an der Dorfausfahrt nach Neukirch

Die über dem Dorf stehende Ruine Anwil wurde 1387 als Burg Anwil erwähnt. 1297 wird die Burg Wunnenberg erwähnt, deren Reste im Wald oberhalb der Hintermühle zu finden sind. Die Hintermühle wurde 1773 erbaut und stand bis 1900 im Betrieb.

## Persönlichkeiten
- Jakob Stark (* 1958), Politiker (SVP)